# Vyakarana

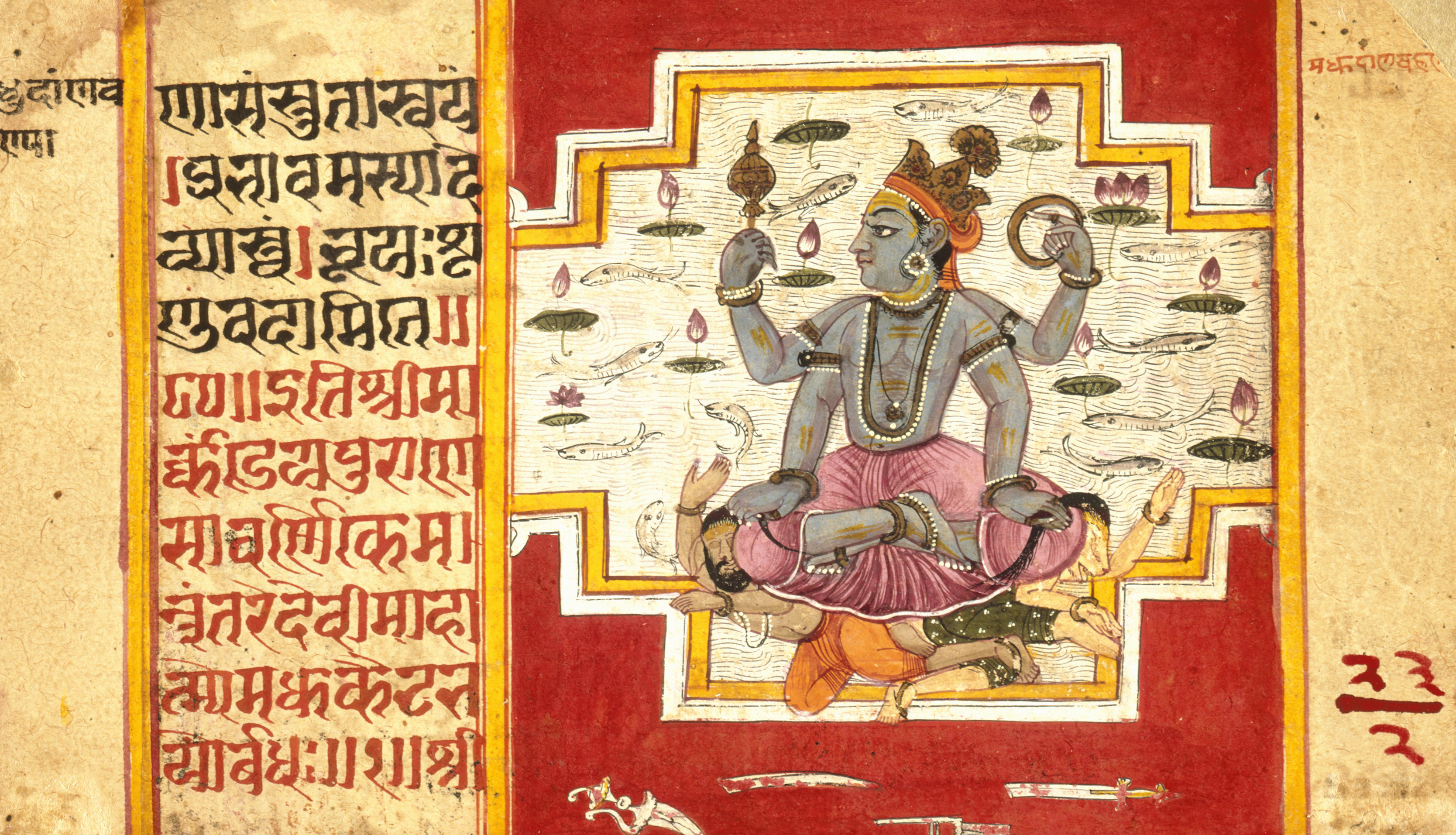
Vishnu combattant Madhu et Kaitabha (verset), Folio d'une peinture de Devi Mahatmya (Gloire de la déesse) ; Aquarelle.

Vyākaraṇa (devanāgarī: व्याकरण) signifie en sanskrit « séparation », « distinction » ou encore« analyse ». Vyākaraṇa désigne aussi l'une des six disciplines annexes du Veda (Vedāṅga): la grammaire.